# Едуардо Чилида
Едуардо Чилида Хуантеги (на испански: Eduardo Chillida Juantegui) е испански скулптор от баски произход.

## Биография
Роден е на 10 януари 1924 г. в Сан Себастиан. Учи в Мадридското висше училище за архитектура, но прекъсва следването си, за да играе професионално футбол (вратар в Кралското футболно дружество, Real Sociedad de Fútbol). След травма напуска спорта и започва да се занимава с изкуство.
Началото на 50-те години на 20 век са от решаващо значение за Чилида: жени се за Пилар Белсунсе, ражда се първото от осемте му деца, за кратко живее в Париж, където оформя стила си, връща се завинаги в своето родно място Сан Себастиан и с незначителни прекъсвания остава там до смъртта си през 2002 година.

## Творчество
Чилида се прославя с абстрактни скулптури от дърво, глина, гипс и метал. Най-прочутите му произведения са огромни, железни сплетени геометрични форми, често ръждиви на цвят заради това, че се намират под открито небе.
В Ернани, селище на 9 километра от центъра на Сан Себастиан, се намира музеят на скулптора, наречен „Чилида Леку“, „мястото на Чилида“ – парк с произведения на открито и имението Сабалага, масивна каменна къща от XVI век, която помещава по-малките творби (серия хартиени „гравитации“, скици, алабастровите скулптури „Убежище за човека“, „Възхвала на светлината“, „Почит към Кандински“ и други). Името на комплекса целенасочено е „място“, не „музей“ – то е замислено и осъществено от артиста като живо пространство.

## Най-значими творби на открито
Най-значимите творби на открито, създадени от Едуардо Чилида, се намират в Барселона, Берлин, Париж, Франкфурт на Майн и Далас. Много негови творби могат да се видят в Сан Себастиан. „Гребенът на вятъра“, в сътрудничество с испанския архитект Луис Пеня Ганчегуй, е разположена върху скали, издигащи се в залива Ла Конча при Сан Себастиан.
Може би най-известната му творба в САЩ е пред „Meyerson Symphony Center“, проектиран от Яу Мин Пей в Далас. Творбата се състои от два стълба с клони, които пускат филизи, но не се докосват. Във Вашингтон скулптура на Чилида е разположена пред централата на Световната банка. Негова скулптура също се намира пред кметството на Бевърли Хилс.
През 1986 г. създава за Франкфурт на Майн „Дом за Гьоте“, голяма творба, почит към германския поет и драматург Йохан Волфганг фон Гьоте. Паметникът му „Чрез търпимост към диалог“ е разположен в Мюнстер през 1993 г., за да отпразнува Вестфалския мирен договор.
- „Възхвала на хоризонта“, Хихон
- „Гребенът на вятъра“, Сан Себастиан
- Статуя в парка на Герника
- „Чрез търпимост към диалог“, Мюнстер
- „Дом за Гьоте“, Франкфурт на Майн
- „Берлин“, пред Федералното канцлерство на Германия в Берлин

## Творчество по години
- 1948 Torso, Monte Urgell в Сан Себастиан
- 1954 Puertas Basílica de Aránzazu, Арансасу
- 1966 Abesti Gogora V, Музей за изящни изкуства в Хюстън
- 1968 Rumor de Límites VII, Collectie Fundación Banco Central Hispano
- 1968 Peine del Viento VI, ЮНЕСКО в Париж
- 1969 Alrededor del Vacío V, Световна банка във Вашингтон
- 1971 Lugar de Encuentros II, Plaza del Rey в Мадрид
- 1972 Lugar de Encuentros III, скулптурен парк на Музея на скулптурата на открито в Мадрид
- 1971 Monumento Düsseldorf, Thyssen-Düsseldorf в Дюселдорф
- 1972 Elegio del Arquitectura II, Палма де Майорка
- 1972 Campo Espacio de Paz II, Лунд
- 1973 Lugar de Encuentros IV, Музей за изящни изкуства в Билбао
- 1973 Lugar de Encuentros V, Puerta de la Bisagra в Толедо
- 1974 Lugar de Encuentros VI, Fundación Juan March в Мадрид
- 1974 Lugar de Encuentros VII, Палма де Майорка
- 1974 Estela a Pablo Neruda, Техеран
- 1976 Peine del Viento XV, Paseo Eduardo Chillida в Сан Себастиан
- 1980 Monumento a los Fueros, Plaza de los Fueros във Витория-Гастейс
- 1981 Lizardiren Leihoa, Pza Palazio Aramburu в Толоса
- 1982 Homenage a Jorge Guillén, Cadenas de San Gregorio във Валядолид
- 1983 La Puerta de la Libertad, Вадуц
- 1983 Mesa de Omar Khayyám в Барселона
- 1985 Topos V, Plaza del Rey в Барселона
- 1986 La Casa de Goethe, Taunus Anlage във Франкфурт на Майн
- 1987 Gure Aitaren Etxea X, Герника
- 1987 Stele Guernica II, Музей за изящни изкуства в Билбао
- 1987 Elegio del Agua, Parque la Creueta del Coll в Барселона
- 1989 De Música, Dallas XV, Morton Symphony Center в Далас
- 1989 Zuhaitz V, Скулптурен парк на открито към Музея за изящни изкуства в Гренобъл
- 1989 Elogio del Horizonte, Cerro de Santa Catalina в Хихон
- 1990 Monumento a Fleming, Paseo de la Concha в Сан Себастиан
- 1991 Elogio del Hierro III, Gran Via в Билбао
- 1991 Helsinki, Pohjoisesplanadi в Хелзинки
- 1992 Estela a Rafa Balardi, Pico del Loro в Сан Себастиан
- 1992 Diálogo-Tolerancia, Кметство в Мюнстер
- 1992 Monumento a la Tolerancia, Muelle de la Sal в Севиля
- 1992 Homenaje a Hokusai, Япония
- 1992 Lotura XXX, Музей на олимпийското движение в Лозана
- 1993 Homenaje a Rodríguez Sahágun, Parque Rodríguez Sahágun в Мадрид
- 1993 Enparantza II, Basílica de San Ignacio в Аспейтия
- 1993 Arco de la libertad, Museum Chillida-Leku в Ернани
- 1996 Jaule de la Libertad, Landeszentralbank в Трир
- 1996 Basarkada X, Hof des Sinclair-Hauses в Бад Хомбург
- 1997 Buscando la Luz, Скулптурен парк на Пинакотеките в Мюнхен
- 1998 Mural G-333, Музией за съвременно изкуство (MACBA) в Барселона
- 1999 De Música IV, Münsterplatz в Бон
- 1999 Berlin, Федералното канцлерство на Германия в Берлин
- 1999 Без заглавие, Музей за изящни изкуства в Билбао
- 2000 Elogio del Aire II, Летище на Билбао
- 2000 Begirira IV, Muelle de Evaristo Churruca в Билбао
- 2000 Begirira V, Museum Insel Hombroich

## Признание
Чилида е почeтeн член на много европейски художествени академии. Избран е да представлява Испания на Венецианското биенале през 1958 г. Носител е на наградата „Кандински“ (1960), наградата „Карнеги“ (1964), наградата „Вилхелм Лембрук“ на град Дуисбург (1966), наградата „Волф“ (1984/5), Наградата на принца на Астурия (1987), наградата Praemium Imperiale (1991) и наградата „Пипенброк“ (2000).

## За него
- Volboudt P. Chillida. New York: Harry N. Abrams, 1967.
- Esteban C. Chillida. Paris: Adrien Maeght, 1971.
- Paz O. Chillida. Barcelona: Maeght, 1980.
- Barañano K.M.de. La obra artística de Eduardo Chillida. Bilbao: Caja de Ahorros Vizcaína, 1988.
- Ugarte L. Chillida, dudas y preguntas. Donostia: Erein, 1995.